# Кальницький потік
Кальницький потік (словац. Kalnický potok) — річка в Словаччині; ліва притока Вагу. Протікає в окрузі Нове Место-над-Вагом.
Довжина — 14.8 км. Витікає в масиві Повазький Іновець на висоті 720 метрів.
Протікає територією сіл Калніца і Кочовце. Впадає у Ваг на висоті 175 метрів.